# Алькеевский район
Альке́евский райо́н (тат.  Әлки́ районы́) — административно-территориальная единица и муниципальное образование (муниципальный район) в составе Республики Татарстан Российской Федерации площадью 1726,8 км². Территория района включает 70 населенных пунктов, поделённых на 21 сельское поселение. Административный центр — село Базарные Матаки.

## География

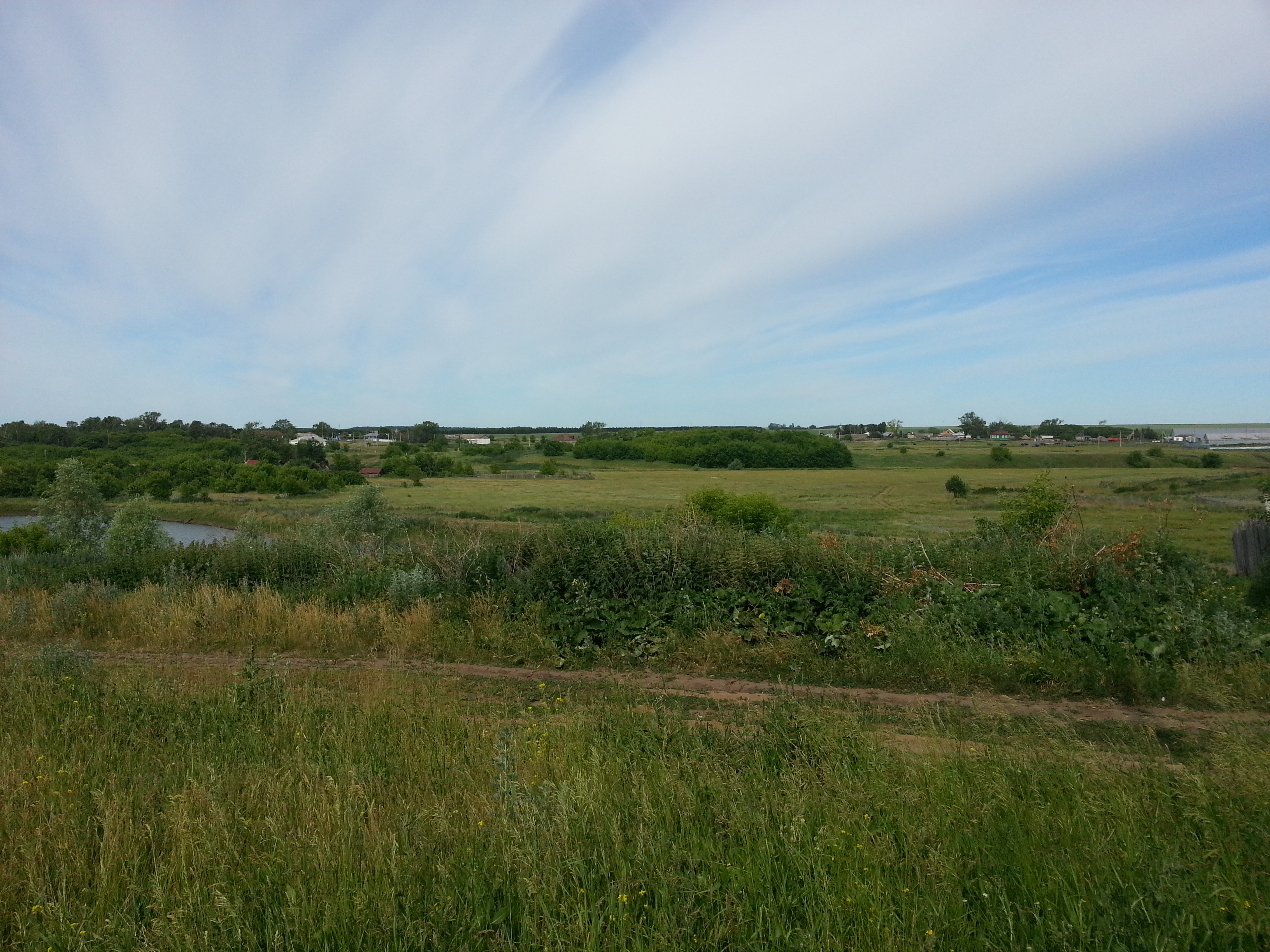
Рельеф района

Район расположен на юге республики. Граничит с Самарской и Ульяновской областями, а также со Спасским, Алексеевским и Нурлатским районами Республики Татарстан.
Лесные массивы сохранились северной, северо-западной частях территории. Основные реки: Малый Черемшан (притоки Ата, Шия, Юхмачка), Актай и Бездна.
Среднегодовая температура составляет +2,8°С, средняя температура января −13-14°С, июля +18-20°С. Среднегодовое количество осадков составляет 430—500 мм, испаряемость — 550—570 мм.

## Герб и флаг
|  | В лазоревом поле, облачённом начетверо золотом, серебром, зеленью и червленью — скачущий на серебряном коне татарский всадник в шлеме, кольчуге и одеянии того же металла и в черных сапогах, имеющий слева у седла золотые колчан, украшенный серебром и полный стрел, и круглый щит, а за спиной золотой лук; в правой руке всадник держит в перевязь золотое копье, концом выходящее в золото, с зелёным значком-яловцем о двух косицах; конь имеет червлёное, с золотыми украшениями, убранство; седло червлёное, попона — пурпурная с золотой бахромой; стремена золотые на чёрных ремнях.Описание герба |

Герб и флаг района утверждены 1 июня 2006 года решением Совета Алькеевского муниципального района республики. Разработкой занимались Геральдический совет при президенте Татарстана совместно с Союзом геральдистов России. Историческое отношение к булгарскому государство подчёркнуто изображением всадника. Сельское хозяйство как основу экономики региона передают четыре разноцветных поля, которые символизируют смену времён года. Золотой цвет указывает на урожайность, изобилие, стабильность, уважение и интеллект. Серебряный является символом чистоты, совершенства, мира и взаимопонимания; красный — труд, сила, мужество, красота; голубой — честь, благородство, духовность; зелёный — природа, здоровье и жизненный рост; пурпурный — славы, почёта и величие; чёрный — символ мудрости, скромности, вечности бытия.
Флаг разработан на основе герба и представляет собой прямоугольное полотно, разделённое по горизонтали жёлтую и зелёную полосы. Голубой ромб с всадником в центре достигает верхнего и нижнего края полотна.

## История

### Становление
Известно, что территория района в эпоху каменного века являлась одним из центров заселения людей в Среднем Поволжье. Так, среди археологических памятников тех времён, особенно выделяются Старонохратское, Староматакское, Тюгульбаевское и другие городища, 126 курганов и 130 селищ, которые имеют особую историческую ценность. Позже территория современного района входила в государство волжских булгар. Существует предание, согласно которому название края произошло от булгарского Алп-батыра. В 1906 году рядом с деревней Балыкуль бывшего Спасского уезда Казанской губернии местным жителем Магомедом-Гали Мостюковым был найден клад из ювелирных украшений домонгольского периода (хранится в ГИМе. Инв. №44222). Среди находок — гривна вместе с десятью плетёными серебряными браслетами и девятью слитками серебра.
До 1920 года территория входила в состав Спасского уезда Казанской губернии, следующее десятилетие была в Спасском кантоне ТАССР. Алькеевский район был образован 10 августа 1930 года. В феврале 1935 года из южной и западной частей района был выделен Кузнечихинский район.
Первоначально административным центром было село Алькеево (сейчас — Нижнее Алькеево), от которого произошёл современный топоним района. В 1937 году (по другим данным — в 1932-м) райцентр перенесли в Базарные Матаки. В феврале 1944-го из южной части Алькеевского и восточной части Кузнечихинского районов образовали Юхмачинский район (упразднённый в 1956-м). В октябре 1960-го в состав Алькеевского передали бо́льшую часть территории упразднённого Кузнечихинского района. 1 февраля 1963 года в рамках реформирования административно-территориального устройства Татарстана Алькеевский район упразднили, территорию передали в состав Куйбышевского, но уже через два года — 12 января 1965-го — район восстановили в текущих границах.

### Современность
В 1999 году главой района был назначен Давлетшин Фердинат Мидхатович, который занимал эту должность до 2014 года. В сентябре 2015-го этот пост занял Никошин Александр Фёдорович, он руководит до сих пор.

## Население

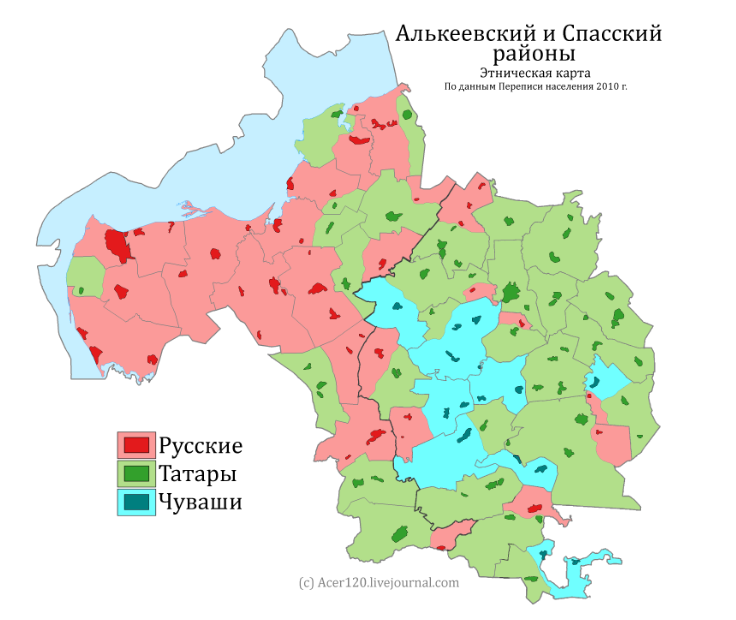
Этническая карта Алькеевского и Спасского районов

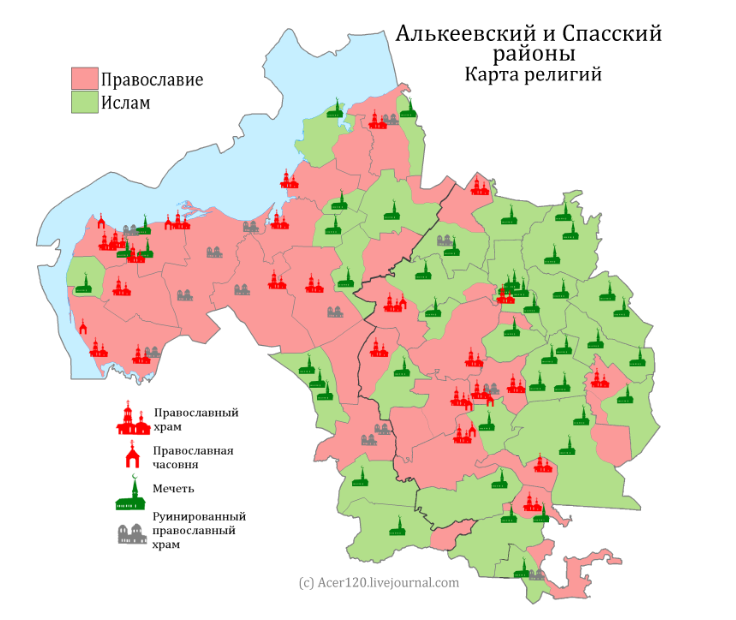
Религиозная карта Алькеевского и Спасского районов

Согласно итогам Всероссийской переписи населения 2020 года (из числа указавших национальность), татары составляют 62,9 % населения района, русские — 17,8 %, чуваши — 17,8 %. 
| 2002    | 2003    | 2004    | 2005    | 2006    | 2007    | 2008    |
| ------- | ------- | ------- | ------- | ------- | ------- | ------- |
| 22 059  | ↗22 100 | ↘21 700 | ↘21 315 | ↘21 068 | ↘20 969 | ↘20 763 |
| 2009    | 2010    | 2011    | 2012    | 2013    | 2014    | 2015    |
| →20 763 | ↘19 991 | ↘19 922 | ↗19 954 | ↘19 920 | ↘19 670 | ↗19 723 |
| 2016    | 2017    | 2018    | 2019    | 2021    |         |         |
| ↘19 439 | ↘19 291 | ↘19 068 | ↘18 863 | ↘18 481 |         |         |

## Муниципально-территориальное устройство
В Алькеевском районе 70 населённых пунктов в составе 21 сельского поселения.
| №  | Сельские поселения                         | Админ. центр            | Количество населённых пунктов | Население | Площадь, км² | Плотность населения, чел./км² | Национальный состав (2010) |
| -- | ------------------------------------------ | ----------------------- | ----------------------------- | --------- | ------------ | ----------------------------- | -------------------------- |
| 1  | Аппаковское сельское поселение             | село Аппаково           | 3                             | ↘583      | 59,049       | 9.9                           | татары-51%, чуваши-41%     |
| 2  | Базарно-Матакское сельское поселение       | село Базарные Матаки    | 2                             | ↗6351     | 56,210       | 113                           | татары-71%, русские-20%    |
| 3  | Борискинское сельское поселение            | село Борискино          | 4                             | ↘747      | 49,143       | 15.2                          | чуваши-51%, татары-34%     |
| 4  | Верхнеколчуринское сельское поселение      | село Верхнее Колчурино  | 4                             | ↘527      | 56,420       | 9.3                           | чуваши-77%, русские-20%    |
| 5  | Каргопольское сельское поселение           | село Каргополь          | 1                             | ↘403      | 51,570       | 7.8                           | татары-98%                 |
| 6  | Кошкинское сельское поселение              | село Кошки              | 3                             | ↘236      | 77,634       | 3                             | татары-52%, русские-42%    |
| 7  | Нижнеалькеевское сельское поселение        | село Нижнее Алькеево    | 4                             | ↘1159     | 69,060       | 16.8                          | татары-98%                 |
| 8  | Нижнекачеевское сельское поселение         | село Нижнее Качеево     | 2                             | ↘499      | 31,695       | 15.7                          | чуваши-67%, русские-31%    |
| 9  | Новоургагарское сельское поселение         | село Новые Ургагары     | 2                             | ↗338      | 38,203       | 8.8                           | татары-98%                 |
| 10 | Салманское сельское поселение              | село Салманы            | 7                             | ↘785      | 90,472       | 8.7                           | татары-54%, русские-40%    |
| 11 | Староалпаровское сельское поселение        | село Старое Алпарово    | 3                             | ↘549      | 62,975       | 8.7                           | татары-99%                 |
| 12 | Старокамкинское сельское поселение         | село Старое Камкино     | 4                             | ↘367      | 63,049       | 5.8                           | татары-99%                 |
| 13 | Староматакское сельское поселение          | село Старые Матаки      | 6                             | ↗914      | 95,900       | 9.5                           | чуваши-78%, русские-13%    |
| 14 | Старосалмановское сельское поселение       | село Старые Салманы     | 5                             | ↘723      | 101,352      | 7.1                           | татары-61%, чуваши-30%     |
| 15 | Старохурадинское сельское поселение        | село Старая Хурада      | 2                             | ↗513      | 43,289       | 11.9                          | чуваши-86%, русские-12%    |
| 16 | Старочелнинское сельское поселение         | село Старые Челны       | 3                             | ↘498      | 88,151       | 5.6                           | татары-100%                |
| 17 | Тяжбердинское сельское поселение           | село Тяжбердино         | 2                             | ↘433      | 41,164       | 10.5                          | татары-87%, русские-11%    |
| 18 | Чувашско-Бродское сельское поселение       | село Чувашский Брод     | 4                             | ↘1106     | 107,005      | 10.3                          | татары-83%, русские-14%    |
| 19 | Чувашско-Бурнаевское сельское поселение    | село Чувашское Бурнаево | 2                             | ↗766      | 74,647       | 10.3                          | татары-50%, чуваши-48%     |
| 20 | Шибашинское сельское поселение             | село Русские Шибаши     | 4                             | ↘330      | 51,592       | 6.4                           | татары-92%                 |
| 21 | Юхмачинское сельское поселение             | село Юхмачи             | 3                             | ↘1360     | 53,481       | 25.4                          | татары-60%, русские-31%    |
| 22 | всего сельских поселений                   |                         | 70                            | ↘18 481   | 1 362,061    | 13.6                          | татары-64,2%, чуваши-19,2% |
| 23 | земли Гослесфонда (межселенная территория) |                         |                               | 0         | 364,700      | 0                             |                            |
| 24 | Алькеевский район                          |                         | 70                            | ↘18 481   | 1 726,761    | 10.7                          | татары-64,2%, чуваши-19,2% |

| №  | Населённый пункт                 | Тип     | Население | Муниципальное образование               |
| -- | -------------------------------- | ------- | --------- | --------------------------------------- |
| 1  | Абдул-Салманы                    | деревня | ↘48       | Староматакское сельское поселение       |
| 2  | Анины Салманы                    | деревня |           | Салманское сельское поселение           |
| 3  | Аппаково                         | село    |           | Аппаковское сельское поселение          |
| 4  | Базарные Матаки                  | село    | ↗6257     | Базарно-Матакское сельское поселение    |
| 5  | Бибаево-Челны                    | деревня |           | Старочелнинское сельское поселение      |
| 6  | Большая Поляна                   | деревня |           | Шибашинское сельское поселение          |
| 7  | Борискино                        | село    |           | Борискинское сельское поселение         |
| 8  | Верхнее Алькеево                 | село    |           | Нижнеалькеевское сельское поселение     |
| 9  | Верхнее Альмурзино               | село    |           | Юхмачинское сельское поселение          |
| 10 | Верхнее Качеево                  | деревня |           | Нижнекачеевское сельское поселение      |
| 11 | Верхнее Колчурино                | село    |           | Верхнеколчуринское сельское поселение   |
| 12 | Верхние Матаки                   | деревня |           | Староматакское сельское поселение       |
| 13 | Демидовка                        | село    |           | Салманское сельское поселение           |
| 14 | Деревня имени Мулланура Вахитова | деревня |           | Шибашинское сельское поселение          |
| 15 | Каракули                         | село    |           | Аппаковское сельское поселение          |
| 16 | Карамалы                         | село    |           | Старокамкинское сельское поселение      |
| 17 | Каргополь                        | село    | ↘413      | Каргопольское сельское поселение        |
| 18 | Катюшино                         | деревня |           | Верхнеколчуринское сельское поселение   |
| 19 | Кошки                            | село    |           | Кошкинское сельское поселение           |
| 20 | Нижнее Алькеево                  | село    |           | Нижнеалькеевское сельское поселение     |
| 21 | Нижнее Альмурзино                | село    |           | Юхмачинское сельское поселение          |
| 22 | Нижнее Биктимирово               | деревня |           | Базарно-Матакское сельское поселение    |
| 23 | Нижнее Качеево                   | село    |           | Нижнекачеевское сельское поселение      |
| 24 | Нижнее Колчурино                 | деревня |           | Верхнеколчуринское сельское поселение   |
| 25 | Нижние Салманы                   | деревня |           | Салманское сельское поселение           |
| 26 | Новая Сихтерма                   | посёлок |           | Староматакское сельское поселение       |
| 27 | Новая Тахтала                    | деревня |           | Старосалмановское сельское поселение    |
| 28 | Новое Алпарово                   | деревня |           | Староалпаровское сельское поселение     |
| 29 | Новое Камкино                    | деревня |           | Старокамкинское сельское поселение      |
| 30 | Новое Ямкино                     | деревня |           | Борискинское сельское поселение         |
| 31 | Новые Салманы                    | село    |           | Салманское сельское поселение           |
| 32 | Новые Ургагары                   | село    |           | Новоургагарское сельское поселение      |
| 33 | Новые Челны                      | село    |           | Старочелнинское сельское поселение      |
| 34 | Новый Баллыкуль                  | село    |           | Старосалмановское сельское поселение    |
| 35 | Русские Шибаши                   | село    |           | Шибашинское сельское поселение          |
| 36 | Русский Студенец                 | деревня |           | Старокамкинское сельское поселение      |
| 37 | Русское Тюгульбаево              | деревня |           | Кошкинское сельское поселение           |
| 38 | Садиково                         | деревня |           | Борискинское сельское поселение         |
| 39 | Салманы                          | село    |           | Салманское сельское поселение           |
| 40 | Сиктерме-Хузангаево              | село    |           | Старохурадинское сельское поселение     |
| 41 | Среднее Алькеево                 | село    |           | Нижнеалькеевское сельское поселение     |
| 42 | Среднее Биктимирово              | деревня |           | Тяжбердинское сельское поселение        |
| 43 | Старая Тахтала                   | село    |           | Старосалмановское сельское поселение    |
| 44 | Старая Тумба                     | село    |           | Аппаковское сельское поселение          |
| 45 | Старая Хурада                    | село    |           | Старохурадинское сельское поселение     |
| 46 | Старое Алпарово                  | село    |           | Староалпаровское сельское поселение     |
| 47 | Старое Камкино                   | село    |           | Старокамкинское сельское поселение      |
| 48 | Старое Ямкино                    | село    |           | Борискинское сельское поселение         |
| 49 | Старые Матаки                    | село    |           | Староматакское сельское поселение       |
| 50 | Старые Нохраты                   | деревня |           | Старосалмановское сельское поселение    |
| 51 | Старые Салманы                   | село    |           | Старосалмановское сельское поселение    |
| 52 | Старые Ургагары                  | село    |           | Новоургагарское сельское поселение      |
| 53 | Старые Челны                     | село    |           | Старочелнинское сельское поселение      |
| 54 | Старый Баллыкуль                 | деревня |           | Салманское сельское поселение           |
| 55 | Сушка                            | деревня | 23        | Чувашско-Бродское сельское поселение    |
| 56 | Татарские Шибаши                 | деревня |           | Шибашинское сельское поселение          |
| 57 | Татарский Студенец               | деревня |           | Нижнеалькеевское сельское поселение     |
| 58 | Татарское Ахметьево              | село    | ↘400      | Чувашско-Бродское сельское поселение    |
| 59 | Татарское Бурнаево               | село    |           | Чувашско-Бурнаевское сельское поселение |
| 60 | Татарское Муллино                | деревня |           | Староалпаровское сельское поселение     |
| 61 | Татарское Тюгульбаево            | село    |           | Кошкинское сельское поселение           |
| 62 | Татарское Шапкино                | деревня |           | Староматакское сельское поселение       |
| 63 | Тяжбердино                       | село    |           | Тяжбердинское сельское поселение        |
| 64 | Хлебодаровка                     | деревня |           | Салманское сельское поселение           |
| 65 | Чувашский Брод                   | село    | 740       | Чувашско-Бродское сельское поселение    |
| 66 | Чувашское Бурнаево               | село    |           | Чувашско-Бурнаевское сельское поселение |
| 67 | Чувашское Шапкино                | село    |           | Староматакское сельское поселение       |
| 68 | Юксул                            | деревня |           | Верхнеколчуринское сельское поселение   |
| 69 | Юлдуз                            | посёлок | 43        | Чувашско-Бродское сельское поселение    |
| 70 | Юхмачи                           | село    |           | Юхмачинское сельское поселение          |

Упразднённые населённые пункты
- 2004 год — посёлок Чёрная Речка и деревня Еряпкино[44]

## Экономика
По данным за 2019 год, среднемесячная заработная плата работников организаций составляла 25 620 тысяч рублей, сотрудников муниципальных учреждений культуры и искусства — 25 617 рублей, дошкольных образовательных организаций — 17 727 рублей. В период с 2010 по 2020 год соотношение заработной платы к минимальному потребительскому бюджету выросло с 1,88 до 2,3 раз, а уровень безработицы с 2013 по 2020-й незначительно уменьшился с 1,58 % до 1,11 %.

### Сельское хозяйство

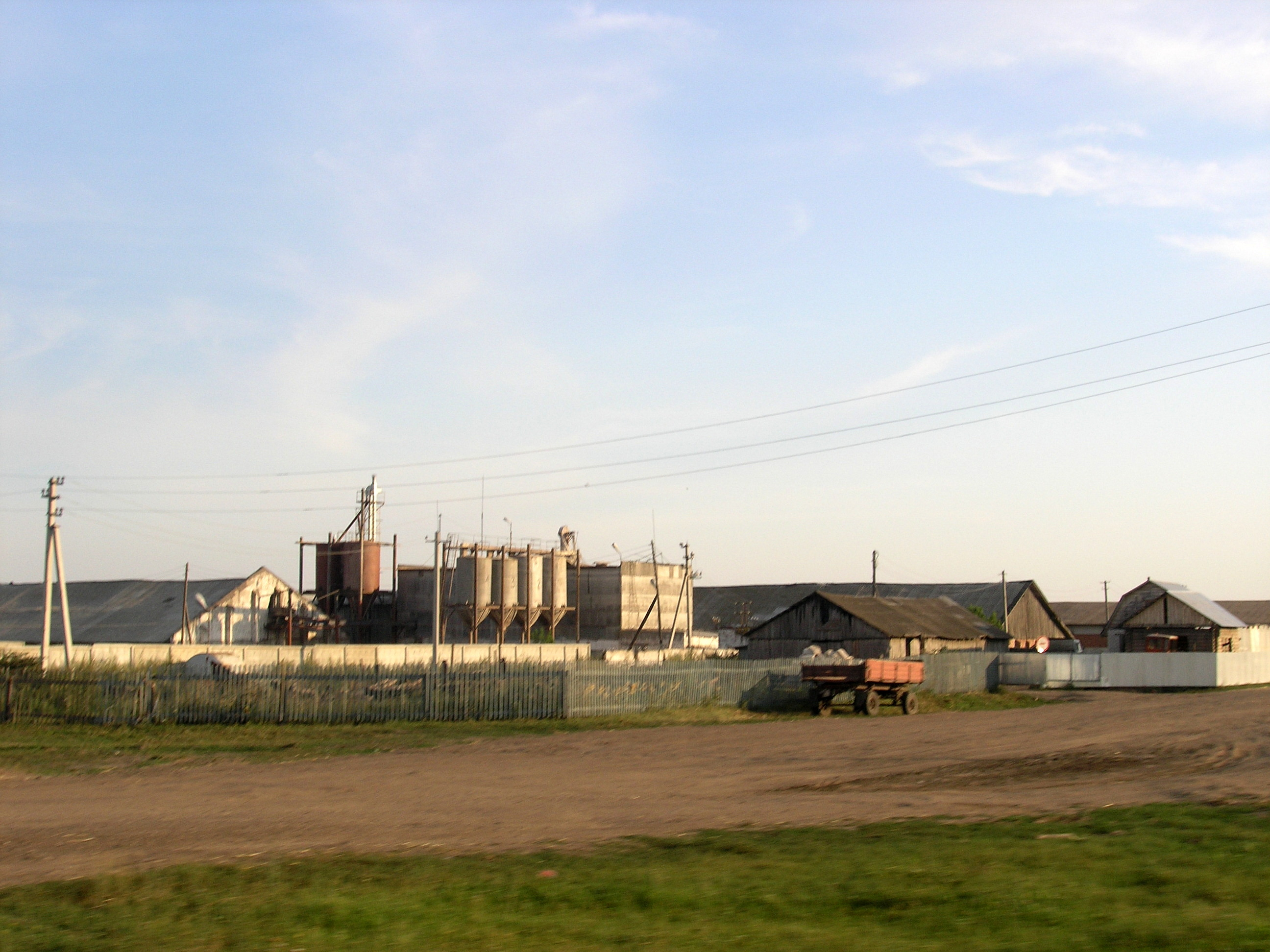
Агропромышленный комплекс в Базарных Матаках

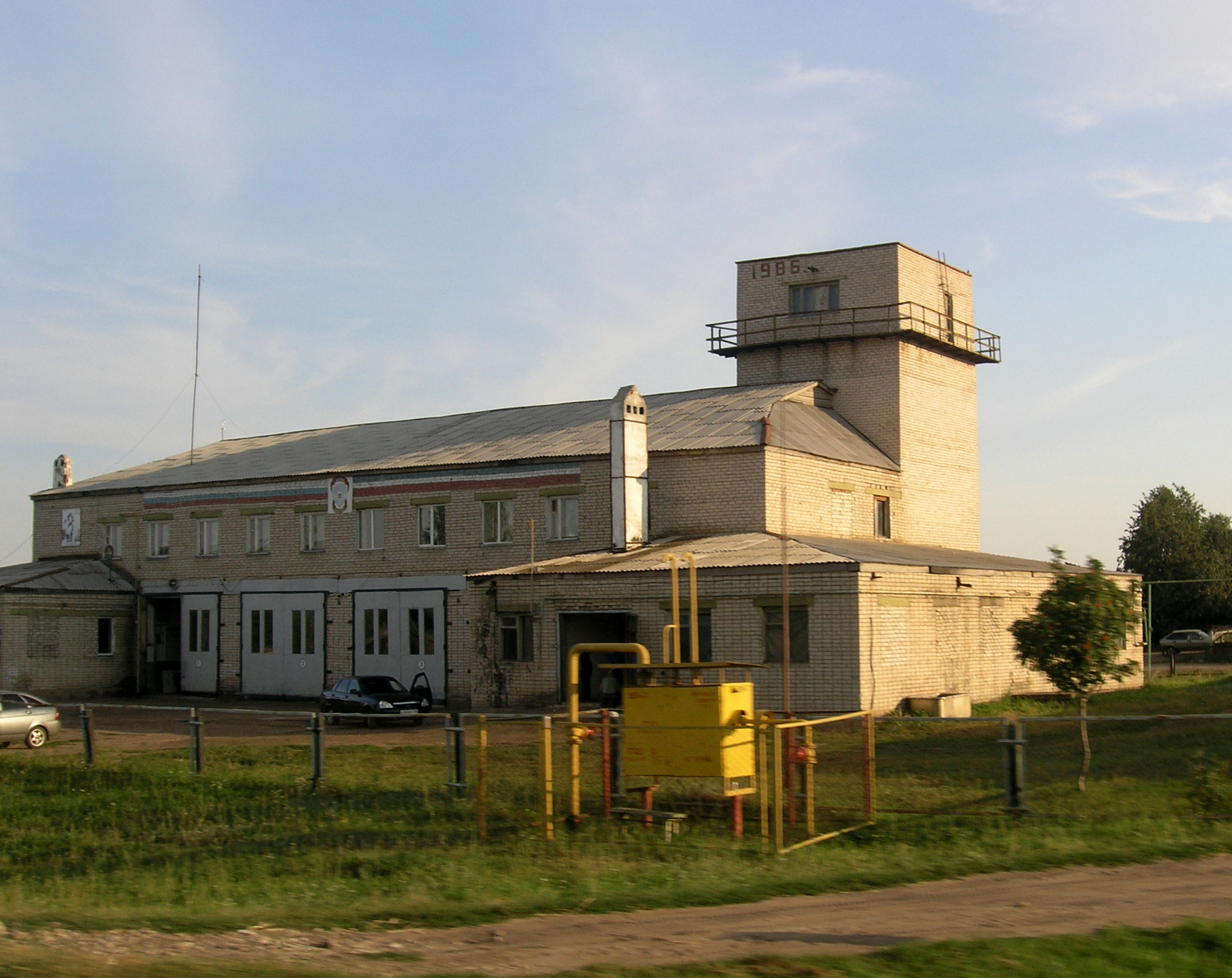
Пожарная часть в Базарных Матаках

Основное направление экономики — сельское хозяйство, развито мясо-молочное скотоводство и свиноводство. Агропромышленный комплекс производит около 80 % валового продукта района. Под нужды сельского хозяйства выделено 125,2 тысяч га, из которых 114,8 тысяч га занимает пашня, где возделываются яровая и озимая пшеница, озимая рожь, овес, ячмень, просо, горох, подсолнечник, кукуруза и другие культуры. В районе действуют пищевые предприятия по производству хлеба, хлебобулочных, макаронно-крупяных изделий, муки, растительных масел, полуфабрикатов из мяса, молочной продукции. Основные районные предприятия: «Красный Восток Агро», промышленный свиноводческий комплекс «Салман», «Хузангаевское», «Яшь Куч» и 43 крестьянско-фермерских хозяйства.
С января по сентябрь 2020 года районные компании отгрузили товары на 391 млн рублей. Для сравнения, за весь 2013-й этот показатель был втрое меньше — 104 млн. В первом полугодии 2020 года валовая продукция сельского хозяйства составила почти 1,15 млрд рублей (за весь 2013-й этот показатель составил почти 1,8 млрд).

### Инвестиционный потенциал
Согласно оценке Комитета по социально-экономическому мониторингу республики, инвестиции в основной капитал в первом полугодии 2020-го в Алькеевском районе составили 592 тысяч рублей, или 0,3 % от общего объёма инвестиций в Татарстане. По направленности инвестиций в 2020 году лидирует развитие сельского хозяйства, охоты и рыбалки (суммарно 118 млн рублей) и электроэнергия (почти 26 млн). А согласно отчёту Федеральной службы госстатистики, за 2019 год район привлёк почти 1,3 млрд рублей инвестиций (помимо бюджетных средств и доходов от субъектов малого предпринимательства), за 2018-й — 1,1 млрд.

### Транспорт
Административный центр село Базарные Матаки расположен в 152 км к юго-востоку от Казани и в 72 км к северо-востоку от ближайшей железнодорожной станции «Бряндино». В райцентре есть недействующий аэропорт местных воздушных линий. Основные автодороги: 16К-0191 «Алексеевское — Базарные Матаки — Высокий Колок» (часть маршрута Казань — Самара), 16К-0248 «Базарные Матаки — Мамыково» (на Нурлат), 16К-0264 «Базарные Матаки — Болгар», «Базарные Матаки — Иж-Борискино», «Нижнее Алькеево — Кузнечиха», «Билярск — Чувашский Брод».

## Экология
Памятниками природы регионального значения на территории являются пойма реки Малый Черемшан и Татарско-Ахметьевское торфяное болото. Тут встречаются растения, занесённые в Красную книгу Татарстана: берёза приземистая, ива розмаринолистная, пушица широколистная, грушанка зеленоцветковая, дремлик болотный, бодяк болотный и другие.

## Социальная сфера

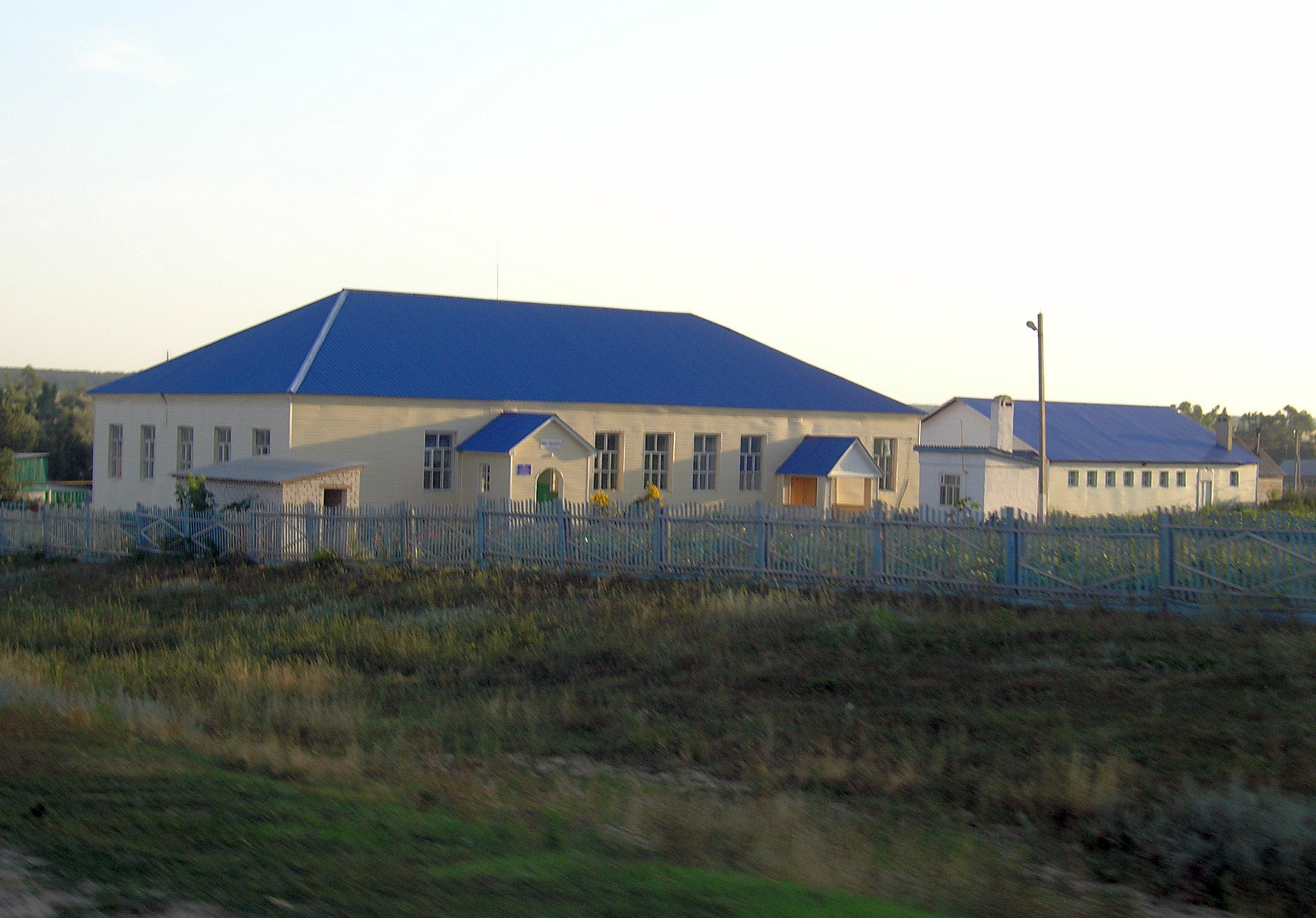
Учебное здание в селе Аппаково

На 2020 год в районе работают 36 общеобразовательных учреждения, из которых 11 средних, 9 основных и 16 начальных, а также 31 детский сад и три учреждения дополнительного образования — Дом детского творчества, детская музыкальная школа, детско-юношеская спортивная школа. Более 130 спортивных сооружений. В сфере культуры числится 48 учреждений, в том числе 36 библиотек и два музея — «Историко-краеведческий музей имени Сергея Михайловича Лисенкова» в селе Базарные Матаки и музей народного поэта Чувашии Петра Петровича Хузангая в селе Сиктерме-Хузангаево. Религиозная инфраструктура представлена 30 мусульманскими и 5 православными приходами. С 1932 года на татарском и русском языках выходит местная газета «Алькеевские вести» («Әлки хәбәрләре»).
Район описан в произведениях культуры: в книге «Колыбель моя» («Әлкием, бәллием…») 1996 года автора И. Газиза, изданной в Казани, в поэмах Габдельджаббара Кандалыя, в песне Н. Даули и З. Гибадуллин. Известные уроженцы и популярные в крае люди: артисты Галия Булатова, Азаль Ягудин, Исламия Махмутова, Асхат Хисматов, Анас Галиуллин, Рузия Мойтыгуллина, певцы Мирсаит Сунгатуллин, Резида Тухфатуллина, ученые Саид Вахиди, Хисамуддин аль-Муслими, писатели Фатих Сайфи-Казанлы, Фахри Асгат, Наби Даули, Педер Хузангай, Шамиль Маннапов, Салих Маннапов (Мударрис Валеев), Асрар Галиев, журналисты Иль Газиз, Сармадия Сулейман, Насих Тазиев, спортсмен Рашит Самигуллин и др.